# Васил Димитров (офицер)
Васил Кирилов Димитров е български офицер, бригаден генерал.

## Биография
Васил Димитров е роден на 2 февруари 1956 г. в кюстендилското село Цървеняно. През 1974 г. завършва Техникума по енергетика в София. Завършва ВНВВУ „Георги Бенковски“ в Долна Митрополия през 1980 г. От 1980 до 1981 е младши пилот, а след това до 1985 г. старши пилот. Между 1985 и 1988 г. е последователно заместник-командир и командир на авиозвено. През 1990 г. учи във Военната академия в София. От 1991 до 1993 г. е командир на авиоескадрила. Между 1993 и 1994 г. е началник на служба „Бойно използване, планиране и ръководство на полетите“. От 1994 до 1998 г. е заместник-командир на авиобаза. В периода 1998 – 2008 г. е командир на Двадесет и втори изтребителен авиополк (по това време под името 22-ра Щурмова авиобаза), като на 7 юли 2000 г. и на 4 май 2005 г. е преназначен за командир на 22-ра щурмова авиационна база. На 25 април 2003 г. е удостоен с висше военно звание бригаден генерал. На 25 април 2006 г. е назначен за командир на 22-ра щурмова авиационна база, считано от 1 юни 2006 г. На 5 февруари 2008 г. е освободен от длъжността командир на 22-ра щурмова авиационна база и е назначен на длъжността началник на щаба на НАТО „Тирана“. На 1 юли 2009 г. е освободен от длъжността началник на щаба на НАТО „Тирана“ и назначен за началник на щаба на Съвместното оперативно командване.
На 22 юни 2011 г. е освободен от длъжността началник на щаба на Съвместното оперативно командване и назначен на длъжността началник на щаба на Съвместното командване на силите, считано от 1 юли 2011 г. С указ № 18 от 3 февруари 2014 г. бригаден генерал Васил Димитров е освободен от длъжността началник на щаба на Съвместното командване на силите и от военна служба, считано от 2 февруари 2014 г.

## Военни звания
- Лейтенант (1980)
- Старши лейтенант (1983)
- Капитан (1987)
- Майор (1992)
- Подполковник (1996)
- Полковник (1999)
- Бригаден генерал (25 април 2003)